# 알렉산더르 1세
알렉산더르 1세(불가리아어: Александър I, 1857년 4월 5일 ~ 1893년 11월 17일)는 불가리아의 공(재위: 1879년 4월 29일 ~ 1886년 9월 7일)이다. 독일계 귀족인 바텐베르크가 출신으로, 독일 이름은 알렉산더 요제프 폰 바텐베르크(독일어: Alexander Joseph von Battenberg)이다.

## 생애
아버지는 헤센의 알렉산더이고, 어머니는 율리아 하우케이다. 고모인 마리아가 러시아 황제 알렉산드르 2세의 황후이며, 아버지가 러시아 육군으로 복무했기에, 상트페테르부르크에서 자랐으며, 그 또한 러시아의 군인이 되어 1877년부터 1878년까지 일어난 러시아-튀르크 전쟁에서 러시아군 장교로 참전했다. 러시아-튀르크 전쟁의 결과, 불가리아에는 오스만 제국을 종주국으로 하는 불가리아 공국이 성립하게 되었고, 불가리아 의회는 1879년에 헌법을 제정, 유럽 열강의 승인하에 알렉산더를 초대 불가리아 공작으로 선정했다. 1879년 7월 초에 불가리아에 도착, 불가리아에서 공개적으로 즉위했다.
그가 불가리아의 통치자로 선정된 데에는 형인 루이스와 동생 하인리히가 영국 빅토리아 여왕의 손자사위와 사위이고, 당시 러시아 황제였던 알렉산드르 2세의 처조카인 것이 큰 배경이 되었다. 특히나 러시아측에서는 불가리아에서의 영향력을 놈이기 위해 그를 지지했다. 하지만 알렉산더와 러시아 정부는 자유주의적 헌법에 불만을 품었고, 즉위 당시부터 의회와 헌법을 둘러싸고 대립하고 수시로 정권 교체가 반복되었다.
1886년, 알렉산더는 친러파의 쿠데타로 임시 망명했다. 쿠데타는 진압됐지만, 러시아 황제 알렉산드르 3세가 귀국을 인정하지 않아, 같은 해에 정식으로 사직했다. 은퇴한 그는 1889년 오페라 가수 요한나 로이싱거와 결혼하여 1남 1녀를 두고 그라츠에서 주로 생활했다.
1893년 36세를 일기로 사망했으며 그의 시신은 소피아에 안치되었다. 불가리아 공은 일시적 공석 상태에 놓였다. 총리였던 스탐볼로프가 섭정으로 통치한 후, 작센코부르크-고타 가문의 페르디난드 1세가 새로운 불가리아 공(후에 국왕)에 선정됐다. 남극대륙 사우스 셰틀랜드 제도 리빙스턴 섬에 '바텐베르크'힐은 불가리아의 통치자였던 알렉산더 바텐베르크의 이름을 따서 명명되었다.

## 같이 보기
- 불가리아의 역사